# Rossemaison
Rossemaison (ancien nom allemand : Rottmund) est une commune suisse du canton du Jura. Cette commune est la plus petite du canton.
Ce petit village est relativement connu grâce à son équipe de inline hockey fondé en 1984 qui milite en ligue nationale A. À travers ce club sportif, les couleurs de la commune ont été plusieurs fois défendues lors de rencontres internationales. Comportant actuellement plus de 400 membres, le Skater-Hockey de Rossemaison a été champion de Suisse à 11 reprises ainsi que champion d'Europe en 2001 et 2024.
Avant la création du canton du Jura, Rossemaison faisait partie du district de Moutier, elle a rejoint celui de Delémont afin de pouvoir changer de canton.
Chaque année, au début du mois de juillet, un tournoi est organisé au cœur du village.
L'ancienne chapelle du village a été transformée en centre culturel.